# Municipio de Chestnut
El municipio de Chestnut (en inglés: Chestnut Township) es un municipio ubicado en el condado de Knox en el estado estadounidense de Illinois. En el año 2010 tenía una población de 253 habitantes y una densidad poblacional de 2,7 personas por km².

## Geografía
El municipio de Chestnut se encuentra ubicado en las coordenadas 40°45′27″N 90°16′34″O / 40.75750, -90.27611. Según la Oficina del Censo de los Estados Unidos, el municipio tiene una superficie total de 93.71 km², de la cual 93,7 km² corresponden a tierra firme y (0,01 %) 0,01 km² es agua.

## Demografía
Según el censo de 2010, había 253 personas residiendo en el municipio de Chestnut. La densidad de población era de 2,7 hab./km². De los 253 habitantes, el municipio de Chestnut estaba compuesto por el 98,02 % blancos y el 1,98 % eran de una mezcla de razas. Del total de la población el 0,79 % eran hispanos o latinos de cualquier raza.